# Gombos Károly (sílövő)
Gombos Károly (Budapest, 1981. október 3. –) magyar válogatott sílövő, olimpikon. Édesapja Gombos Károly Európa-bajnok sportlövő, olimpikon.

## Sportpályafutása
Fiatalkorában atletizált, s 15 évesen országos bajnok lett a kismaratoni 10 km-es távon. Később édesapja mentori tevékenységével kezdett el a sportlövészettel (koronglövészettel, trapplövészettel) foglalkozni; csapatban országos bajnokságot nyert, de nemzetközi versenyekre nem jutott ki. 2006-ban a sífutás, illetve a biatlon felé fordult érdeklődése, s Édes János galyatetői edző készítette fel első szezonjára, amelyben megfutotta a világkupa-szintet. Ezt követően állandó résztvevője a nemzetközi biatlonversenyeknek. A 2008-as Európa-bajnokságon ötvenedik, a 2012–13-as világkupában nyolcvanhetedik, a 2012-es IBU-kupában harmincnegyedik lett.
A 2014. évi téli olimpiai játékokon sílövőként tagja a magyar olimpiai csapatnak.

## Díjai, elismerései
- Az év magyar sílövője (2014,[1] 2016,[2] 2017[3])